# Horhe Mahio
}}

Horhe Bernando Teodoro Mahio (šp. Jorge Bernardo Teodoro Maggio), znan i kao Koko (šp. Coco), argentinski glumac i pevač u grupi Rolabogan.
Počeo je da glumi u seriji "Mali Anđeli" (1995), a kasnije je igrao u filmu Mali Anđeli: Zraci svetla. 2002. i 2003. je igrao Tomasa u seriji "Rebelde Way", što je bila prekretnica u njegovoj karijeri. Učestvovao je na mnogim turnejama grupe Erreway.
2004. je glumio u pozorišnoj predstavi O4, zajedno sa Diegom Mesahlijem, Marijanom Seligman i Belen Skalelja, glumcima iz serije "Rebelde Way", a 2005. telenovelu za adolescente Telenovela Bamm.
Njegova poslednja serija je El Refugio, u kojoj je postao član grupe Rolabogan. Sem njega, u grupi su i Piru Saens, Fransisko Bas, Belen Skalelja i Marija Fernanda Neil, koji takođe glume u El Refugio. Stekli su veliku popularnost, mada ne kao nekada Erreway.